# Иванова, Зинаида Ивановна
Зинаида Ивановна Иванова (15 мая 1923 года, Симбирская губерния — 16 августа 2014, Воронеж) — передовик сельскохозяйственного производства, бригадир полеводческой бригады совхоза «Начикинский» Елизовского района Камчатской области, директор совхоза «Ягодное» Елизовского района. Герой Социалистического Труда (1960). Депутат Верховного Совета РСФСР 6 созыва (1964—1968).

## Биография
Родилась 15 мая 1923 года в крестьянской семье в селе Нижняя Часовня Симбирской губернии (сегодня — часть Заволожского района города Ульяновска). Осиротела в раннем возрасте. Воспитывалась до 1939 года в детском доме в Кузнецке Пензенской области. После детского дома работала на овчинно-шубном заводе и контролёром на заводе имени Володарского в Ульяновске. В июне 1942 года ушла добровольцем на фронт. Участвовала в сражениях Великой Отечественной войне в составе 55-го отдельного полка связи 40-й Армии. В 1943 году была ранена и после излечения продолжила воевать в составе 36-го гвардейского миномётного полка 3-й гвардейской танковой армии Воронежского и 1-го Украинского фронтов. После демобилизации уехала в 1946 году на Камчатку.
С 1948 года работала бригадиром полеводческой бригады в колхозе «Начикинский» Елизовского района. Ежегодно бригада, руководимая Зинаидой Ивановой, выращивала по 150—160 центнеров картофеля с каждого гектара.
В 1960 году было собрано по 190 центнеров картофеля с гектара с участка площадью 52 гектаров. В 1960 году была удостоена звания Героя Социалистического Труда «за выдающиеся достижения в трудовой деятельности и особо плодотворную общественную деятельность».
В 1964 году поступила в партийную школу во Владивостоке, которую окончила в 1968 году. В этом же году была назначена директором совхоза «Ягодный» Елизовского района. Проработала в этом совхозе до выхода на пенсию в 1978 году.
В 1961 году участвовала в работе XXII съезда КПСС. В 1964 году была избрана депутатом Верховного Совета РСФСР от Камчатской области.
С 2001 года проживала в Воронеже. Умерла 16 августа 2014 года на 92-м году жизни. Похоронена на Полыновском кладбище.

## Награды
- Герой Социалистического Труда — указом Президиума Верховного Совета СССР от 7 марта 1960 года
- Орден Ленина
- Орден Отечественной войны 2-й степени
- Серебряная медаль ВДНХ (1948)
- Медаль «За победу над Германией в Великой Отечественной войне 1941—1945 гг.»
- Медаль «В ознаменование 100-летия со дня рождения Владимира Ильича Ленина»
- Почётный гражданин Елизовского района (09.11.1983)[3].